# توم دوغلاس
توم دوغلاس (بالإنجليزية: Tom Douglas)‏ (11 سبتمبر 1910 بآير في المملكة المتحدة - 1 يناير 1943) هو لاعب كرة قدم بريطاني (وحمل سابقاً جنسية المملكة المتحدة لبريطانيا العظمى وأيرلندا) في مركز مهاجم داخلي. لعب مع نادي بلاكبول ونادي بيرنلي ونادي روتشديل ونادي ويتون ألبيون.